# Franck Tanasi
Franck Tanasi (* 20. Dezember 1959 in Fort-de-France, Martinique) ist ein ehemaliger französischer Fußballspieler und späterer -trainer.

## Karriere
Tanasi war sechs Jahre alt, als er mit seinen Eltern aus Martinique nach Paris ins französische Mutterland zog. In der Landeshauptstadt spielte er zuerst Rugby, bevor er sich dem Fußball zuwendete. 1976 wurde er in die Reservemannschaft des Profiklubs Paris Saint-Germain aufgenommen; zwar kam er in den darauffolgenden Jahren auch zu zwei Einsätzen in der höchsten französischen Spielklasse, doch konnte er sich in der Profiauswahl nicht etablieren, sodass er 1979 an den Zweitligisten Paris FC verliehen wurde. Weil die Leihe dank regelmäßiger Einsätze gut verlief, wurde sie von einem auf zwei Jahre verlängert. Als Tanasi 1981 zu Saint-Germain zurückkehren sollte, wurde er für eine weitere Spielzeit an die ebenfalls zweitklassige US Orléans verliehen.
Nach seiner endgültigen Rückkehr 1982 setzte Trainer Georges Peyroche bei Saint-Germain zwar auf ihn, stellte ihn jedoch nicht wie zuvor im Mittelfeld, sondern auf der linken Abwehrseite auf. Dabei erreichte er den Einzug ins Pokalfinale 1983 und dank eines 3:2-Erfolgs gegen den FC Nantes den ersten Titel seiner Karriere. Als sein Konkurrent Philippe Col den Verein im selben Jahr verließ, avancierte Tanasi zum Stammspieler. Aufgrund physischer Probleme und der Verpflichtung des Verteidigers Claude Lowitz büßte er diesen in den folgenden Jahren allerdings zum Teil wieder ein. 1987 gewann er zum ersten und einzigen Mal in seiner Laufbahn die französische Meisterschaft. Anschließend wurde mit Pierre Bianconi ein neuer Konkurrent verpflichtet, gegen den sich Tanasi aber durchsetzen konnte, woraufhin er seinen Stammplatz dauerhaft behauptete. Er gab ihn letztlich freiwillig auf, als er 1991 mit 31 Jahren nach 215 Erstligapartien ohne Tor und 66 Zweitligapartien mit zwei Toren seine Profikarriere beendete.
Er verblieb durch ein Engagement bei einem Amateurklub nahe Paris dennoch im Fußballgeschäft und wurde 1992 von seinem mittlerweile drittklassigen Ex-Klub Paris FC zurückgeholt. Für diesen lief Tanasi ein Jahr lang auf, ehe er seine Laufbahn endgültig beendete. Danach arbeitete er unter anderem als Amateurtrainer für verschiedene Vereine und als Talentscout für seinen Ex-Verein Saint-Germain. Daneben erhielt er 1999 einen Posten als Geschäftsführer einer Bau- und Reinigungsfirma. Später wurde er zuerst Trainer der U-16-Jugend der burkinischen Nationalelf und übernahm dann den Co-Trainerposten bei der ersten Mannschaft.